# Placa de Petri

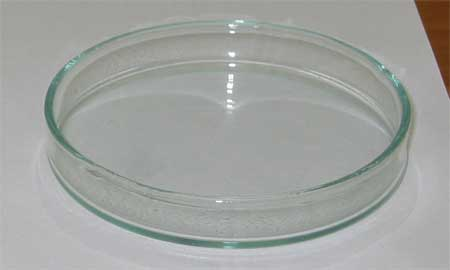
Placa de Petri

La placa de Petri o placa de cultiu és un recipient rodó, de vidre o poliestirè amb tapadora del mateix material, de diferents diàmetres (essent més comuns els diàmetres al voltant de deu centímetres), de fons baix, amb una coberta de la mateixa forma que la placa, però una mica més gran de diàmetre, perquè es pugui col·locar damunt i tancar el recipient. Fou inventada per Julius Richard Petri, el 1887. S'utilitza en els laboratoris principalment en el cultiu de bacteris o altres microorganismes, tot cobrint el fons amb diferents medis de cultiu (per exemple un gel d'agar) segons el microorganisme que es vol cultivar.
En comparació amb els cultius en medi líquid tenen uns avantatges considerables:
- Els organismes microbiològics creen colònies fixes, amb l'excepció d'algunes espècies com el proteus.
- Les colònies tenen formes de desenvolupament típiques que permet distingir les espècies.
- Amb la tecnologia adient es poden cultivar i isolar clons genèticament purs.
- A la vora exterior de les colònies sempre es troben organismes microbiològics joves (en lloc d'una barreja d'individus creixents i moribunds).